# Conseil militaire pour la justice et la démocratie
Le Conseil militaire pour la justice et la démocratie (CMJD)  est une junte militaire qui a renversé le président Maaouiya Ould Sid'Ahmed Taya le 3 août 2005. Le régime de Ould Taya faisait face à une opposition qui se radicalisait de plus en plus. La Mauritanie faisait face à une situation sécuritaire de plus en plus difficile et incontrôlable en raison de l'attaque de Lemgheity. L'opposition était muselé et les perspectives de dialogue politique presque inexistantes.
Le CMJD a en outre promis de rendre le pouvoir à des autorités civiles démocratiquement élues en mars 2007. 
Présidé par le colonel Ely Ould Mohamed Vall, ancien Directeur de la Sureté Nationale sous Ould Taya, le Conseil a adopté une charte constitutionnelle interdisant à ses membres ainsi que les membres du gouvernement de se présenter aux futures échéances électorales et instituant de fait une neutralité de l'État par rapport aux futures échéances électorales.  

## Membres
- Col. Ely Ould Mohamed Vall, Président de la junte[1].
- Col. Mohamed Ould Abdel Aziz
- Col. Mohamed Ould Ghazouani
- Col. Abderrahmane Ould Boubacar
- Col. Ahmed Ould Bekrine
- Col. Sogho Alassane
- Dr.-Col. Ghoulam Ould Mohamed
- Col. Sidi Mohamed Ould Cheikh El Alem
- Col. Negri Félix
- Col. Mohamed Ould Meguett
- Col. Mohamed Ould Mohamed Znagui
- Dr.-Col. Kane Hamedine
- Col. Mohamed Ould Abdi
- Col. Ahmed Ould Ameine
- Col. Taleb Moustapha Ould Cheikh
- Col. Mohamed Cheikh Ould Mohamed Lemine
- Capitaine de Vaisseau. Isselkou Ould Cheikh El Wely.